# Hieronymus Schabbel
Hieronymus Schabbel (* 13. Juli 1570 in Wismar; † 9. April 1635 in Lübeck) war ein deutscher Jurist und Syndicus der Hansestadt Lübeck.

## Leben
Hieronymus Schabbel war Sohn des Bürgermeisters der Hansestadt Wismar Hinrich Schabbel (1531–1600). Er studierte ab 1586 Rechtswissenschaften an der Universität Rostock, der alten Universität Köln und wurde 1597 an der Universität Basel zum Doktor beider Rechte promoviert. Er war zunächst Assessor und Advokat am Reichskammergericht in Speyer. Nach der Lübecker Ratslinie des Lübecker Bürgermeisters Johann Marquard war er Kanzler der Grafen von Hohenlohe, Kurmainzer, erzbischöflich Bremischer, fürstlich Württembergischer, landgräflich Hessischer, gräflich Bleicherischer  wie Leiningscher Rat und Rat wie Advokat weiterer Reichsstände gewesen, bevor er 9. November 1622 zum Ratssyndicus bestellt wurde. Er übte das Amt des Syndicus bis zu seinem Tode aus.
Schabbel gilt zusammen mit dem Lübecker Superintendenten Nikolaus Hunnius als Anreger des von seinem Bruder, dem Hamburger Kaufmann Hinrich Schabbel (1569–1639), 1637 gestifteten und großzügig ausgestatteten Schabbel-Stipendiums, das jeweils vier Stipendiaten ein Theologiestudium ermöglichte. Zu den Nutznießern zählten unter anderen Johann Wilhelm Petersen und August Hermann Francke.